# Contrefort (botanique)
Pour l’article homonyme, voir Contrefort (homonymie).

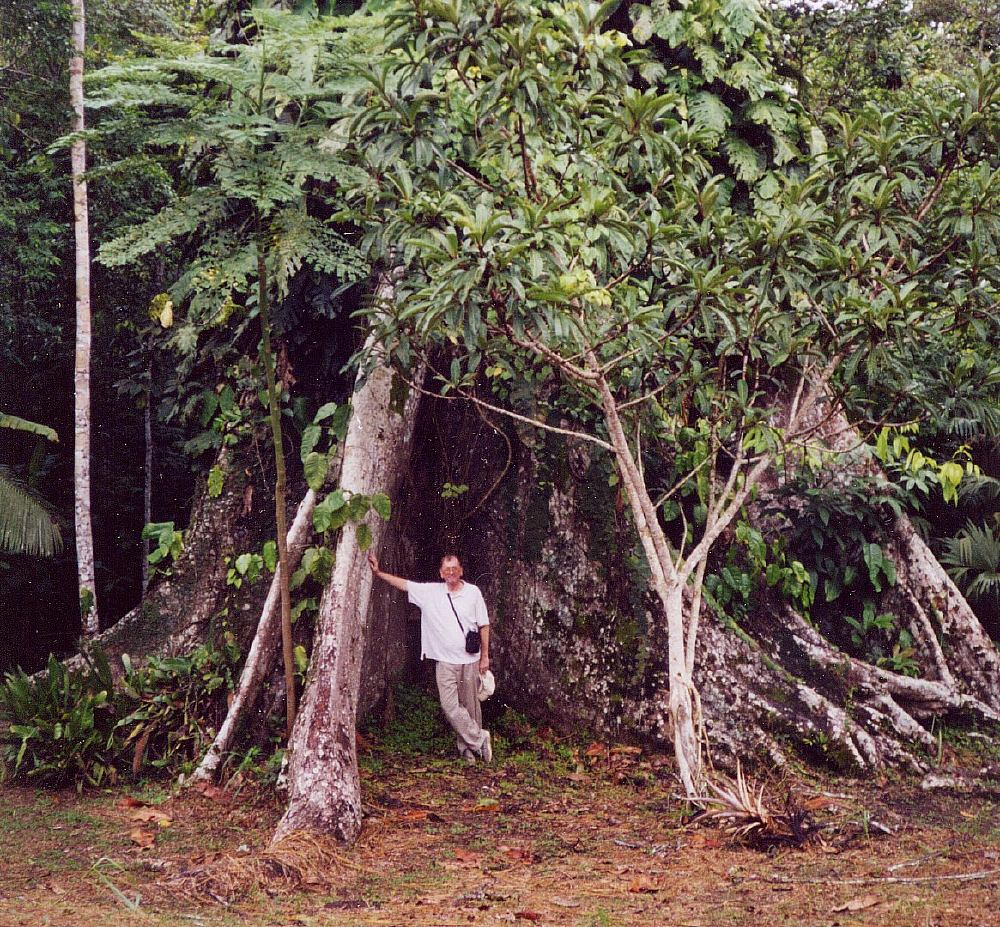
Racines en contrefort d'un arbre de Ceiba particulièrement grand près du rivage de l'Amazone, près d'Iquitos, au Pérou

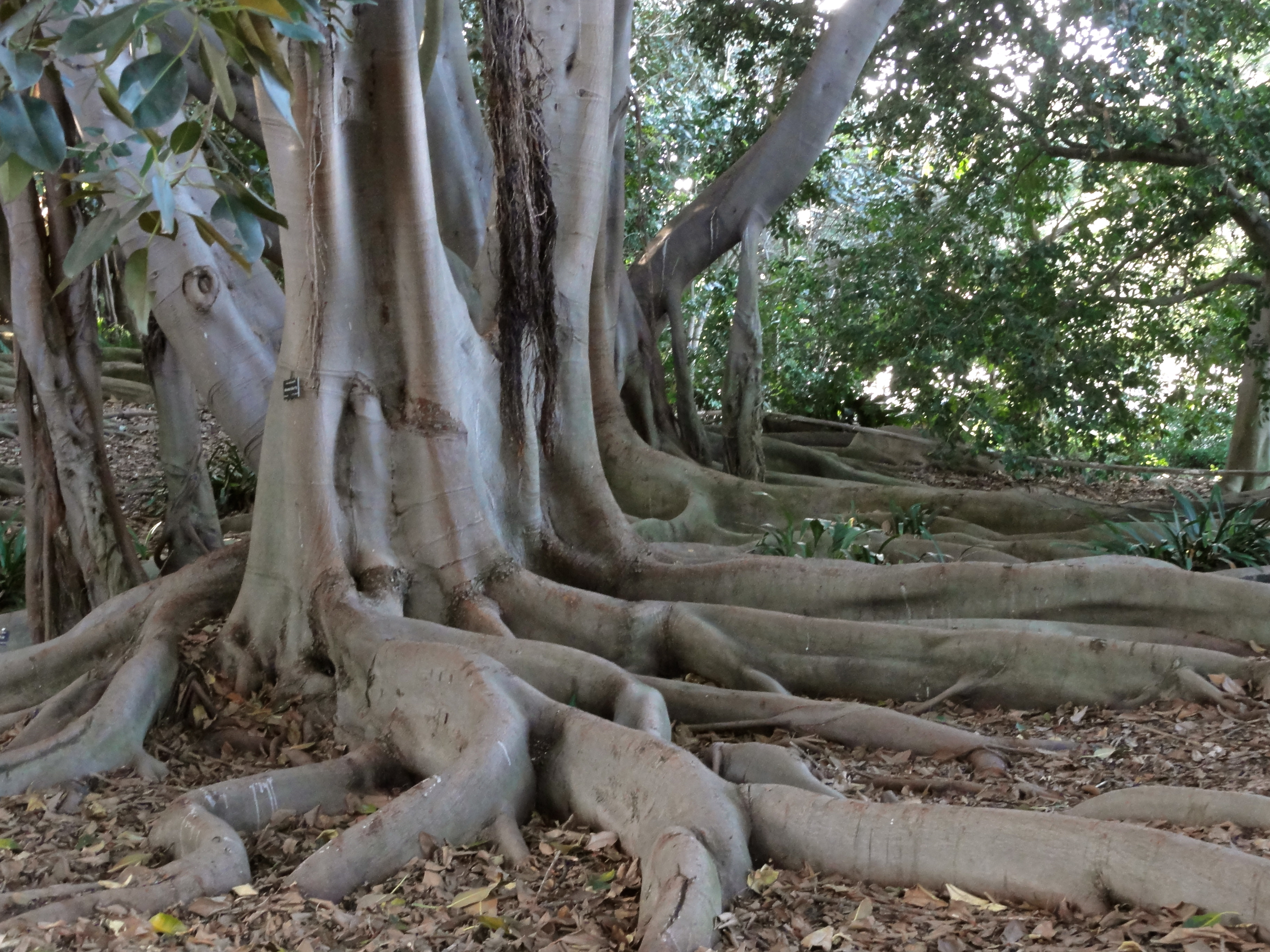
Racines en contrefort d'un figuier de la baie au jardin botanique de la côte sud à Palos Verdes, Californie

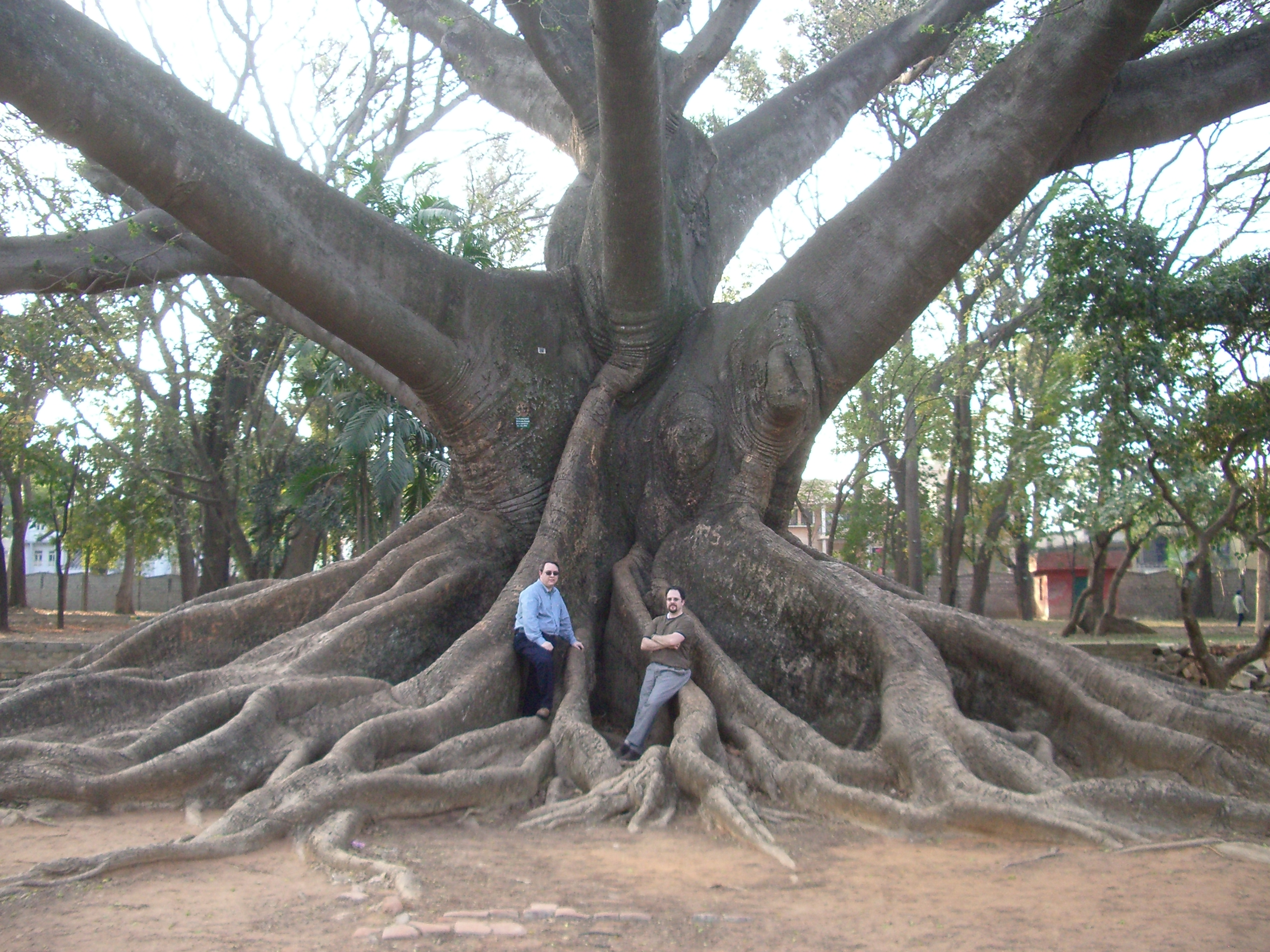
Racines en contrefort d'un très grand kapok à coton et soie dans les jardins de Lal Bagh au Bangalore (Bengaluru), Inde

Les contreforts sont des nervures saillantes situées à la base du fût au-dessus du niveau du sol et raccordant les principales branches latérales à la partie inférieure du fût.
Ce sont souvent de grandes et larges racines de tous les côtés d'un arbre peu enraciné.  En règle générale, les contreforts se trouvent dans des sols forestiers tropicaux pauvres en éléments nutritifs et qui peuvent ne pas être très profonds.  Ils empêchent l'arbre de s'effondrer (d'où le nom de contrefort) tout en recueillant davantage d'éléments nutritifs.  Les contreforts sont des éléments de tension, étant plus larges du côté opposé à la tension occasionnée par une ramure (canopée) asymétriques. Les racines peuvent se croiser avec les contreforts d’autres arbres et créer un maillage complexe qui peut aider à soutenir un ensemble d'arbres contigus. Les contreforts peuvent atteindre 30 pieds (9,144 m)   de haut et être étalés sur 30 mètres au-dessus du sol (above the soil), puis sur 30 mètres plus bas (below) (?).  Lorsque les racines se propagent horizontalement, elles peuvent couvrir une zone plus vaste pour la collecte des nutriments. Les racines restent près de la couche supérieure du sol car tous les nutriments principaux y sont présents

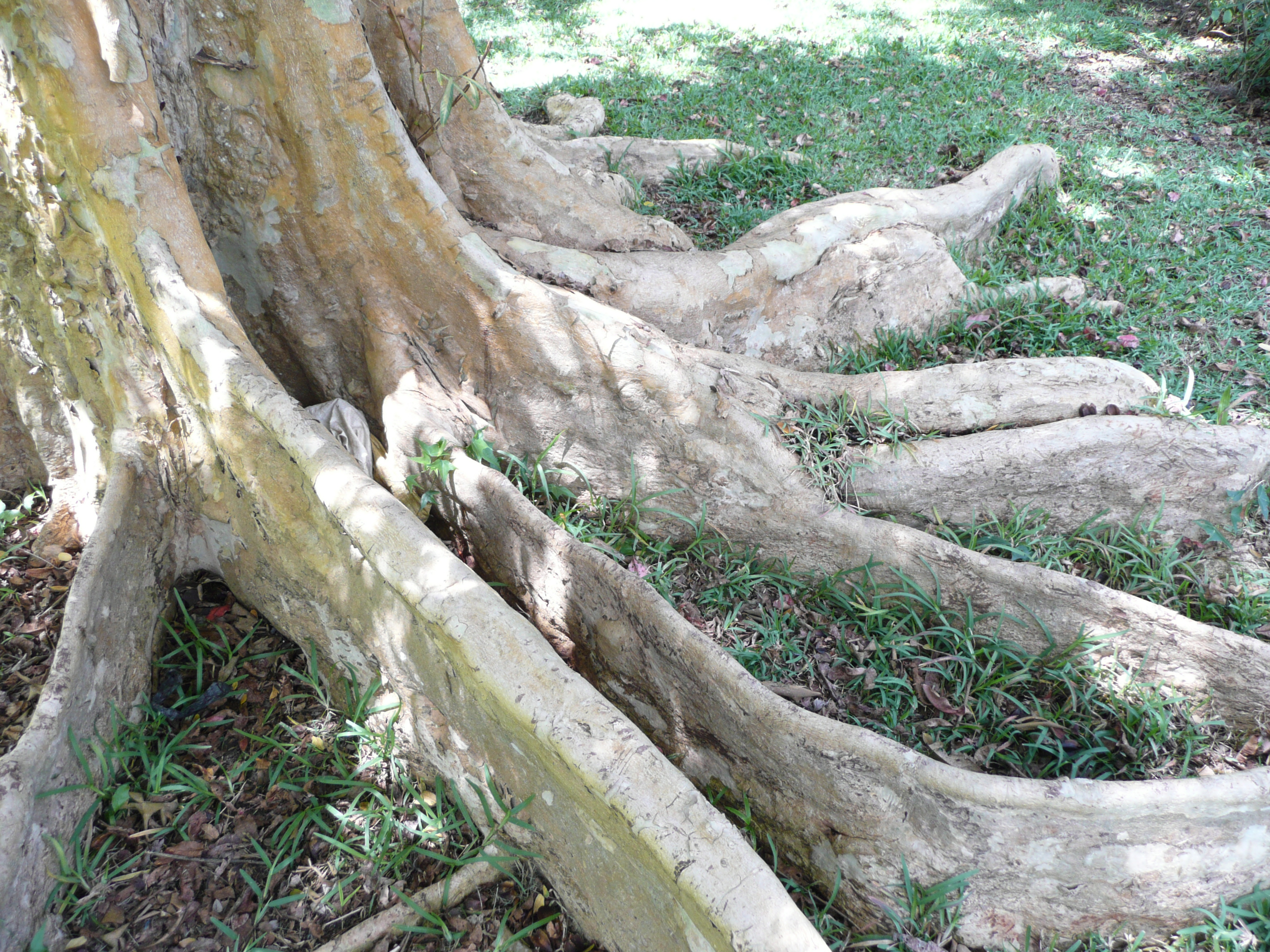
Racines de Terminalia arjuna

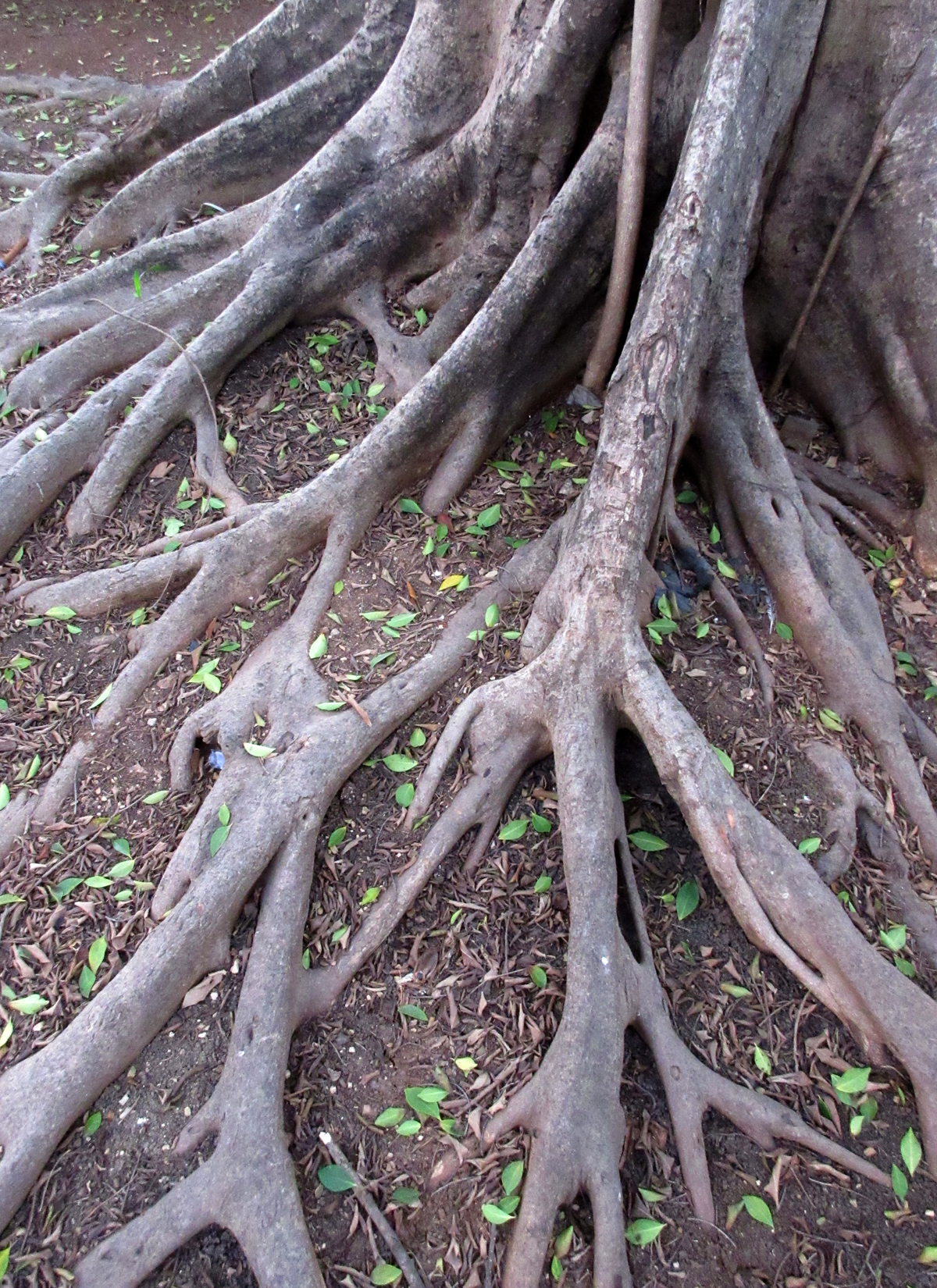
Un système racinaire en contrefort fournit un soutien structurel.

Préalablement à l'abattage d'un arbre, les contreforts sont quelquefois égobelés.

## Spécimens d'arbres remarquables et historiques avec des racines en contrefort
- Ceiba pentandra de Vieques, Porto Rico
- Moreton Bay Fig Tree (Santa Barbara, California) (en), États-Unis